# 猫本
『猫本』（ねこもと）は、猫好きの漫画家によって描き下ろされた、講談社出版の「アンソロジーコミック」である。一部、再収録作品も含まれている。KCDX版とMOOK版がある。
ルールは、「猫の話であること」ただひとつ。それ以外は、すべて作者にゆだねられており、ルールにまで「猫らしさ」を追求している。

## 執筆陣（50音順）
- いくえみ綾
- 伊藤理佐
- 漆原友紀
- えびなみつる
- 大ハシ正ヤ
- 小田扉
- 北道正幸
- 業田良家
- こなみかなた
- 小林賢太郎
- 小林まこと
- 近藤ようこ
- ジョージ朝倉
- 瀧波ユカリ
- とりのなん子
- 萩尾望都
- 塀内夏子
- 松田洋子
- 諸星大二郎
- やまだないと
- 山下和美
- 横山克弘
- 横山キムチ

## 出版
- ISBN 4-06-372145-0（KCDX版）2006年4月21日発行
- ISBN 4-06-179593-7（MOOK版）